# مارتي كلاري
مارتي كلاري (بالإنجليزية: Marty Clary)‏ هو لاعب كرة قاعدة أمريكي، ولد في 3 أبريل 1962 في ديترويت في الولايات المتحدة.

## وصلات خارجية
- مارتي كلاري على موقعبيزبول رفرنس.كوم (الدوري الرئيسي) (الإنجليزية)
- مارتي كلاري على موقعبيزبول رفرنس.كوم (الدوري الثانوي) (الإنجليزية)
- مارتي كلاري على موقع كلية كرة السلة في سبورتس رفرنس.كوم (الإنجليزية)